# Anthony Mathenge
Anthony Mathenge (23 ottobre 1978) è un ex calciatore keniota, di ruolo centrocampista.

## Carriera

### Nazionale
Con la nazionale keniota ha preso parte alla Coppa d'Africa nel 2004, e tra il 2002 ed il 2005 ha totalizzato complessivamente 22 presenze e 2 reti.